# Michael Weist
Michael G. Weist III es un productor y actor estadounidense. Es conocido por su papel de actor en la película Jawline.
Weist es miembro de la Recording Academy.

## Carrera
A los 16 años, Michael Weist se convirtió en el DJ privado del grupo de rock Kings of Leon, ganador del Grammy, actuando para el grupo en eventos privados y en giras. Durante su segundo año de estudios en la Universidad Belmont, Weist abandonó la universidad y se mudó a Los Ángeles para seguir su carrera en la industria. Vivió fuera del Hotel W en Hollywood durante sus primeros meses en Los Ángeles mientras estaba buscando un apartamento.
El 14 de marzo de 2016, Weist fue admitido como miembro de la Recording Academy. Weist comenzó a filmar y luego pasó a la gestión, producción y otras actividades. Después de haber fundado Good Times Entertainment, Weist lanzó el sello SwerV Récords en septiembre de 2014. También fundó Juice Krate Media Group en enero de 2019. También ha trabajado con Nike y Universal, entre otros.
Además, él estrenó en 2019 Jawline. La película fue presentada en el Festival de Cine de Sundance en agosto del 2019.

## Filmografía
| Año  | Título                               | Papel                                         | Plataforma                   | Formato/Tipo        | Asociado con               |
| ---- | ------------------------------------ | --------------------------------------------- | ---------------------------- | ------------------- | -------------------------- |
| 2019 | Jawline                              | él mismo                                      | Hulu                         |                     |                            |
| 2018 | The Truth About TanaCon              | él mismo                                      | Youtube                      |                     | Shane Dawson, Tana Mongeau |
| 2018 | TanaCon : what really happened       | él mismo                                      | Amazon, Apple                |                     |                            |
| 2019 | Los adolescentes quieren saber       | él mismo                                      | Youtube                      |                     |                            |
| 2018 | El Doble                             | Productor, él mismo                           | Amazon, VEVO, Youtube        | Serie de Televisión |                            |
| 2019 | Maquillaje de Avani                  | Productor                                     | Juice Krate TV, Youtube      |                     |                            |
| 2019 | Adeptos extraños                     | Productor                                     | Amazon, Apple                |                     |                            |
| 2018 | Último lugar                         | Productor ejecutivo                           | Manzana                      | Clip musical        |                            |
| 2018 | Pequeñas cosas                       | Productor, él mismo                           | Amazon, Youtube, VEVO, Apple | Clip musical        |                            |
| 2018 | Primero lugar                        | Productor ejecutivo                           | Apple Music, Amazon          | Clip musical        |                            |
| 2017 | Todo lo que quiero es tú             | Productor                                     | Amazon, Apple                | Clip musical        |                            |
| 2017 | Bolsa Catcha                         | Productor                                     | Youtube, música Apple        | Clip musical        | Bryce Hall                 |
| 2012 | 43e Prix annuel Dove                 | Productor adjunto                             | Asociación de música gospel  |                     |                            |
| 2018 | Amur, Simon                          | Responsable de las promociones de influencers | 20th Century Fox             |                     |                            |
| 2017 | El Libro de Henri                    | Responsable de las promociones de influencers | Imágenes universales         |                     |                            |
| 2017 | Nickelodeon Kids 'Choice Awards 2017 | Responsable de las promociones de influencers | Nickelodeon                  |                     |                            |
| 2016 | Moana                                | Responsable de las promociones de influencers | Disney                       |                     |                            |
| 2016 | Un monstruo llama                    | Responsable de las promociones de influencers | Imágenes universales         |                     |                            |
| 2016 | Kubo y ambas cuerdas                 | Responsable de las promociones de influencers | Imágenes universales         |                     |                            |
| 2002 | Concierta Angel                      | (chico) Ángel                                 |                              | Clip musical        | Martina McBride            |
| 2019 | Hollywood First Look Funcionalidades | él mismo                                      | Youtube                      | Series TV           |                            |

## Discografía
| Año  | Título                        | Artista                            | Rol                 | Formato del álbum       |
| 2018 | Primero lugar                 | Larray                             | Productor ejecutivo | Solo                    |
| 2019 | Último lugar                  | Larray (feat. Twaimz)              | Productor ejecutivo | Solo                    |
| 2019 | Pequeñas cosas                | Jackson Krecioch                   | Productor           | El doble                |
| 2019 | Noches blancas                | Jackson Krecioch                   | Productor           | El doble                |
| 2019 | Primero on-line               | KidBay                             | Productor ejecutivo | Solo                    |
| 2019 | Pequeñas cosas (instrumental) | Jackson Krecioch                   | Productor           | El Doble (Instrumental) |
| 2019 | Noches blancas (instrumental) | Jackson Krecioch                   | Productor           | El Doble (Instrumental) |
| 2019 | Todo lo que quiero es tú      | JJ Hannon                          | Productor           | Solo                    |
| 2019 | Bolsa Catcha                  | Brikey (Bryce Hall y Mikey Barone) | Productor           | Solo                    |
| 2019 | Que estoy-                    | Apoyo de Tayler                    | Productor           | Solo                    |
| 2019 | Súper paranoïaque             | Cierto Fam                         | Productor ejecutivo | Solo                    |
| 2019 | Poseer mi Flex                | Baylor Barnes                      | Productor           | Solo - EP               |
| 2019 | Alienígenas                   | Baylor Barnes                      | Productor           | Solo - EP               |
| 2019 | VIP                           | Baylor Barnes (Feat: Joell Ortiz)  | Productor           | Solo - EP               |
| 2019 | De base                       | Baylor Barnes                      | Productor           | Solo - EP               |
| 2019 | Alguno                        | Baylor Barnes                      | Productor           | Solo - EP               |
| 2019 | Bienvenida en la realidad     | Baylor Barnes                      | Productor           | Solo                    |
| 2019 | Eatin'                        | Baylor Barnes (feat. Ralph Deem)   | Productor           | Solo                    |
| 2019 | Constelaciones                | Michael Weist                      | Artista             | Leones gemelos          |
| 2019 | Constelaciones (instrumental) | Michael Weist                      | Artista             | Leones gemelos          |

## Libros
| Año  | Título             | Papel   | Ref.   |
| ---- | ------------------ | ------- | ------ |
| 2019 | Zumo 001           | Creador | [ 18 ] |
| 2021 | Vanidad Comprobada | Autor   | [ 19 ] |